# Rocafort de Queralt
Rocafort de Queralt è un comune spagnolo di 267 abitanti situato nella comunità autonoma della Catalogna.